# Ishtakhaba

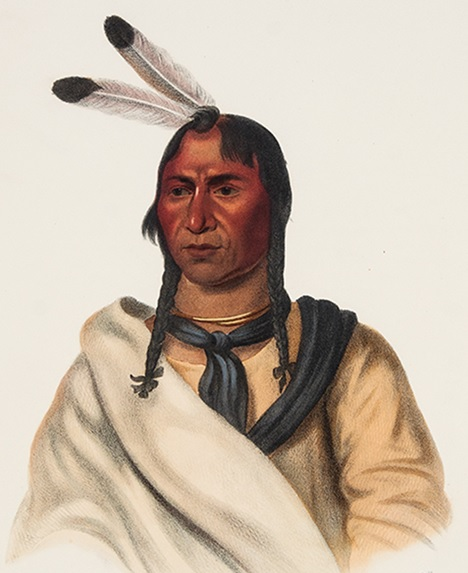
Ishtakhaba (peint en 1824 par Charles Bird King)

Ishtakhaba (dakota : Ištáȟba), c'est-à-dire Sleepy Eye, était un chef amérindien de la tribu Sisseton du peuple Sioux. Il a été chef de 1822-25 (année incertaine) jusqu'à sa mort en 1860. Selon Warren Upham, « Sleepy Eye est mort dans le comté de Roberts, mais de nombreuses années après sa mort, ses restes ont été déplacés à Sleepy Eye dans le Minnesota, où ils ont été enterrés sous un monument érigé en sa mémoire par les citoyens. » Sur ce monument, sis près de la gare, est gravée la phrase suivante sous un portrait du chef sculpté en  bas relief : « Ish-tak-ha-ba, Sleepy Eye, toujours un ami des Blancs. Mort en 1860. »

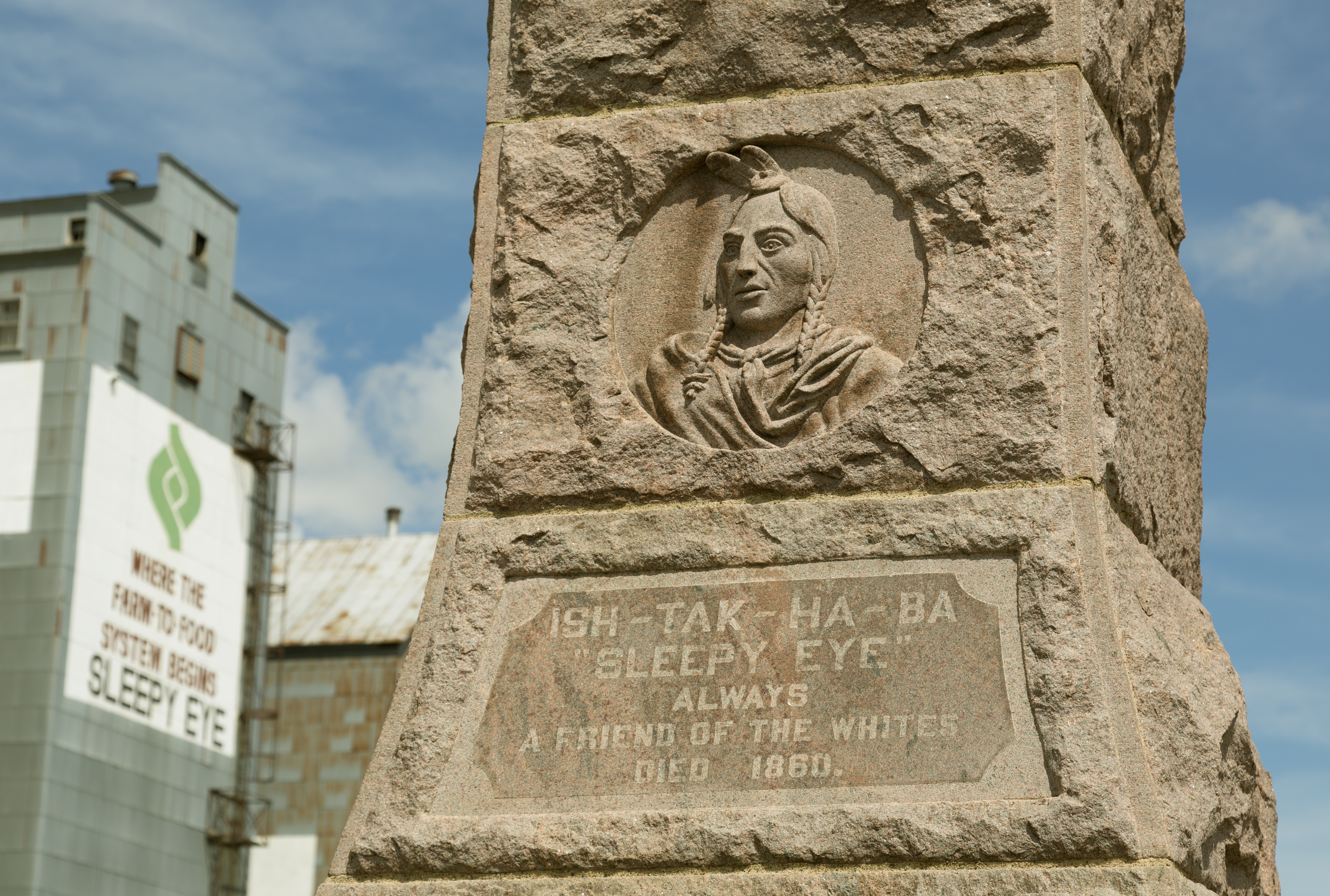
Monument à Sleepy Eye, Minnesota.

Ishtabkhaba a tenté de promouvoir la paix avec les Blancs dans et aux environs du Minnesota. Il était un des signataires des quatre derniers traités signés avec le gouvernement des États-Unis et il a rencontré le président James Monroe à Washington, D.C. en 1824.